# Ćelije (Lajkovac)
Ćelije (Lajkovac) (em cirílico: Ћелије) é uma vila da Sérvia localizada no município de Lajkovac, pertencente ao distrito de Kolubara. A sua população era de 704 habitantes segundo o censo de 2011.

## Demografia
| 1948 | 1953 | 1961 | 1971 | 1981 | 1991 | 2002 | 2011 |
| ---- | ---- | ---- | ---- | ---- | ---- | ---- | ---- |
| 727  | 767  | 842  | 757  | 780  | 774  | 824  | 704  |